# موتور فیلم
فیلم سرگرمی موتور فیلم (FilmEngine Entertainment) یک شرکت سرگرمی مستقل آمریکایی است. این شرکت متخصص تولید فیلم و تامین مالی است. در سال ۲۰۰۱ توسط آنتونی رولن به همراه ویلیام شیولی و A.J تاسیس شد.